# Пруска
Пруска (рос. Пруска) — присілок в Климівському районі Брянської області Російської Федерації.
Населення становить 127 осіб. Входить до складу муніципального утворення Плавенське сільське поселення.

## Історія
Населений пункт розташований у межах українського етно-культурного регіону Стародубщини.
Від 2005 року входить до складу муніципального утворення Плавенське сільське поселення.

## Населення
| 2010 | 2013 |
| ---- | ---- |
| 132  | ↘127 |